# 宇佐美志都
宇佐美 志都（うさみ しづ、1977年6月26日-)は、日本の女流書家。文字文化文筆家。福岡県北九州市出身。

## プロフィール
3歳頃より母に教わり筆を持ちはじめ、福岡教育大学特設書道科卒業後、認定NPO法人文字文化研究所（京都）の後、2009年には、ロンドン芸術大学。
大学在学中から、テレビ東京『たけしの誰でもピカソ』への出演や、東京ビッグサイトのデザインフェスタへの出展など精力的な書家活動を開始。卒業翌年、県立・私立の書道教諭。美術館学芸員の免許も持つ。書家活動・文字学研究と、家業である宇佐美本店（醸造業）継承の為、書道教諭退職。「書は本業、宇佐美本店は家業」とは本人談。
特定非営利法人文字文化研究所のある京都に通い続け、文化勲章受章者で漢字学の第一人者である、白川静氏の門下生となる。2003年には、当時最年少の文字文化認定講師に任命され、以降、企業（TOTO・リクシルなど）や団体（官公庁・日本秘書協会など）で、「文字の成り立ち」をテーマとした講演・執筆を行っている。NHKでは、「国語の時間ですよ」を一年間担当。
経済産業省の省案内の表紙揮毫（2002～2007）、（社）日本木造住宅産業協会機関紙表紙揮毫・文字学連載（2003～現在）。2011年に開催されたCOP10（生物多様性条約締結会議）では、日本政府の提言書の表紙揮毫や、NY国連総会での作品「歌」披露など、国際的な役割も果たす。国連事務局長との対談も行う。在英時には英国初の、「ジャパン祭」では、重要無形文化財・新内節浄瑠璃保持者の鶴賀若狭掾と共演し、「いろは唄」揮毫。英国大使館や英国企業との繋がりも深い。
実家の宇佐美本店は、創業明治二十九年の味噌醸造業からはじまり、現在、和風調味料（醤油・ポン酢等）のメーカー。本人は、四代目当主として家業にも従事。書家と家業継承者としてトップランナーなどとしての取材も多い。なお、宇佐美本店は、英国市場協議会の会員企業でもある。
幼少期、書道以外には、ピアノと水泳が得意。特に、水泳は選手コースまで進み、現在も水泳や体力づくりを趣味とする。着物をいつも着ている。（雑誌『クロワッサン・着物の時間』等）。漢字の象形を生かしたモノトーンのデザインで、アパレルブランド「コムサISM」の浴衣デザインも担当していた。
2010年には、ベストドレッサー賞特別賞（ベストデピュタント賞）を受賞。2011年には、P&GマックスフアクターのSKIIの世界14カ国のCM書「肌道」担当。2012年新春、住友林業株式会社の横綱白鵬起用CMの書担当。BS日テレ番組『森人』（住友林業提供）の書も担当し、同作品は、第63回全国カレンダー展において、「実行委員会奨励賞」を受賞。